# Hiatella australis
Hiatella australis is een tweekleppigensoort uit de familie van de Hiatellidae. De wetenschappelijke naam van de soort is voor het eerst geldig gepubliceerd in 1818 door Lamarck.